# Charistena ruficollis
Charistena ruficollis es un coleóptero de la familia Chrysomelidae.
Fue descrita científicamente en 1801 por Fabricius.